# Emmanuelle Bercot
Emmanuelle Bercot (Parigi, 6 novembre 1967) è un'attrice, regista e sceneggiatrice francese.

## Biografia
Emmanuelle Bercot è nata il 6 novembre 1967 nel XVI arrondissement di Parigi ma i suoi genitori vivevano a Boulogne-Billancourt.
La Bercot afferma di essere rimasta affascinata dal lavoro di suo padre all'Hôpital Lariboisière e cita anche uno zio educatore come riferimento per il film A testa alta.
Dopo il diploma di maturità si iscrive alla Scuola di danza Serge Alzetta, poi all'École du spectacle, dove si appassiona al teatro.
Allieva del Cours Florent, studia sotto la direzione di Raymond Acquaviva, Robert Hossein e Jean-Luc Tardieu. Dopo aver fallito l'esame di ammissione al conservatorio è stata ammessa alla scuola La Fémis. Lì ha diretto il documentario True romanès (1996), il cortometraggio Les Vacances (1997) e il suo film di diploma La Puce (1998), storia della deflorazione di un'adolescente da parte di un uomo maturo, selezionato per la Cinéfondation al 52º Festival di Cannes. Questi ultimi due film avevano per protagonista Isild Le Besco, l'attrice preferita dalla cineasta.
Contemporaneamente avviava una carriera da attrice – ha interpretato il ruolo di insegnante ne La Classe de neige di Claude Miller nel 1998 –, era anche la protagonista del suo primo lungometraggio, Clément, nel ruolo di una trentenne sopraffatta dall'amore per un ragazzo di 13 anni, e presentato a Cannes nel 2001 nella sezione Un Certain Regard.
«L'interesse, per me, non è mai tanto nel raccontare storie quanto nel desiderio di descrivere stati d'animo, di esasperare le percezioni», dichiarò in occasione dell'uscita del suo secondo lungometraggio, Backstage, presentato nel 2005 alla Mostra del Cinema di Venezia, nel quale continua a esplorare il disagio adolescenziale attraverso la relazione tormentata tra una star del canto (Emmanuelle Seigner) e una invadente giovane fan (Isild Le Besco). Successivamente è stata premiata come miglior regista al Festival internazionale del cinema di Salonicco del 2005.
Il 68º Festival di Cannes del 2015 è stato aperto dal suo film A testa alta e ha vinto il Prix d'interprétation féminine per il suo ruolo in Mon roi - Il mio re, ex aequo con la statunitense Rooney Mara per Carol.
Ha presieduto la giuria che assegnava il Prix de la Révélation al Festival del cinema americano di Deauville del 2017.
Il 28 febbraio 2020, durante la cerimonia dei Premi César, è stata incaricata, insieme a Claire Denis, a consegnare il Premio la migliore regia a Roman Polanski, suscitando l'indignazione di Adèle Haenel.

## Filmografia

### Attrice

#### Cinema
- Ragazzi, regia di Mama Keïta (1991)
- État des lieux, regia di Jean-François Richet (1995)
- La Divine poursuite, regia di Michel Deville (1997)
- La Classe de neige, regia di Claude Miller (1998)
- Ricomincia da oggi (Ça commence aujourd'hui), regia di Bertrand Tavernier (1999)
- Una per tutte (Une pour toutes), regia di Claude Lelouch (1999)
- Clément, regia di Emmanuelle Bercot (2001)
- À tout de suite, regia di Benoît Jacquot (2004)
- Camping sauvage, regia di Christophe Ali e Nicolas Bonilauri (2005)
- Enfances, regia collettiva (2007)
- Polisse, regia di Maïwenn (2011)
- Rue Mandar, regia di Idit Cebula (2012)
- In solitario (En solitaire), regia di Christophe Offenstein (2013)
- Mon roi - Il mio re (Mon roi), regia di Maïwenn (2015)
- Les filles du soleil, regia di Eva Husson (2018)
- L'ultima ora (L'Heure de la sortie), regia di Sébastien Marnier (2018)
- Fête de famille, regia di Cédric Kahn (2019)
- Permis de construire, regia di Léolo Victor-Pujebet - cortometraggio (2019)
- Jumbo, regia di Zoé Wittock (2020)
- L'Ennemi, regia di Stephan Streker (2020)
- Il ballo delle pazze (Le Bal des folles), regia di Mélanie Laurent (2021)
- Making of, regia di Cédric Kahn (2023)

#### Televisione
- Carlos – miniserie TV, episodi 1x1 (2010)
- Fiertés – miniserie TV, episodi 1x1-1x2 (2018)
- Attacco al potere - Paris Has Fallen (Paris Has Fallen), regia di Oded Ruskin e Hans Herbots – miniserie TV (2024)

### Regista

#### Cinema
- Gli infedeli (Les Infidèles) - segmento "La question" (2012)
- De son vivant (2021)

#### Televisione
- Le Choix d'Élodie – film TV (1999)

### Regista e sceneggiatrice

#### Cinema
- Les Vacances – cortometraggio (1997)
- La Puce – cortometraggio (1999)
- Clément (2001)
- Backstage (2005)
- On My Way (Elle s'en va) (2013)
- A testa alta (La tête haute) (2015)
- 150 milligrammi (La fille de Brest) (2016)
- De son vivant (2021)

#### Televisione
- Scénarios sur la drogue – serie TV, 1 episodio (2000)
- Suite noire – serie TV, episodio 1x2 (2009)
- Student Services (Mes chères études) – film TV (2010)

### Sceneggiatrice
- Scatti rubati (L'homme qui voulait vivre sa vie), regia di Éric Lartigau (2010)
- Polisse, regia di Maïwenn (2011)

## Doppiatrici italiane
Nelle versioni in italiano delle opere in cui ha recitato, Emmannuelle Bercot è stata doppiata da:
- Laura Romano in Polisse, Mon roi - Il mio re
- Alessandra Korompay in L'ultima ora
- Emanuela D'Amico in Making of
- Anna Cesareni in Attacco al potere - Paris Has Fallen